# 新撰亀相記
『新撰亀相記』（しんせんきそうき）は、平安時代の卜占書。神祇官の卜部の伝承・職掌に関する書である。

## 概要
亀の甲は古来卜占に使われ（亀卜）、書名の「亀相」は亀卜でのひびの形状から時勢を見通す様を表したとされる。成立・作者は、本文によれば天長7年（830年）8月の卜部遠継による撰。全4巻（甲巻・乙巻・丙巻・丁巻）のうち甲巻が現在に伝わる。
現存写本（甲巻）の内容は、前半部を卜占・神事に関する所伝、後半部を卜占の作法・方法等とする。記述には『古事記』や祝詞との一致が認められるほか、特に卜部氏独自の所伝が見られる点が注目される。
なお、本書は天長7年（830年）に卜部遠継から淳和天皇に奏上されたとする説もあるが、確かではない。

## 写本
- 元和6年（1620年）、梵舜書写本（東京大学宗教学研究室蔵）[3]

現存する写本14本のなかで書写年代が最も古く、諸本の祖本的性格を有するとされる。

## 内容
本文中の目録によれば構成は次の通り。
- 甲巻：伊佐諾・伊佐波両神生淤能己侶島条以下30条
- 乙巻：地之称候
- 丙巻：天之称候
- 丁巻：神人兆三卦称候

現存写本は甲巻部分とされる。ただし現存写本にも乙巻・丙巻・丁巻の内容が見られることから、乙巻・丙巻・丁巻は目録通りでない可能性と、乙巻・丙巻・丁巻ではさらに詳述されていた可能性とが指摘される。

## 関連文献
- 影印：『東大本新撰龜相記梵舜自筆』、大学書林、1957年。
- 翻刻：秋本吉徳 「新撰亀相記の研究 : 翻刻之部」『清泉女子大学紀要』第26号、清泉女子大学、1978年。
- 校本：「新撰亀相記」『海部氏系圖・八幡愚童記・新撰龜相記・高橋氏文・天書・神別記』（神道大系, 古典編 13）、 神道大系編纂会、1992年。
- 校本・研究：工藤浩 『新撰亀相記の基礎的研究 : 古事記に依拠した最古の亀卜書』、日本エディタースクール出版部、2005年。
- 校本：「新撰亀相記」『古代氏文集 : 住吉大社神代記・古語拾遺・新撰亀相記・高橋氏文・秦氏本系帳』、 山川出版社、2012年。